# Terminalia burmanica
Terminalia burmanica är en tvåhjärtbladig växtart som beskrevs av George King och David Prain. Terminalia burmanica ingår i släktet Terminalia och familjen Combretaceae. Inga underarter finns listade i Catalogue of Life.